# Rivalità calcistica Liverpool-Manchester City
La rivalità Liverpool – Manchester City è una rivalità inter-città di alto profilo tra le squadre di calcio delle associazioni professionistiche inglesi Liverpool e Manchester City. È considerata una delle più grandi rivalità della federazione calcistica negli ultimi anni.
Sebbene i due club fossero stati coinvolti in una corsa per il titolo nella stagione 1976-1977, la rivalità moderna tra Liverpool e Manchester City è iniziata negli anni 2010, con il City che ha battuto il Liverpool al titolo 2013-2014 di soli due punti nell'ultimo giorno della stagione. Nella finale della Football League Cup 2015-2016, il City ha battuto il Liverpool ai rigori. Nella stagione 2018-19, il City ha vinto nuovamente il titolo nell'ultima giornata, con i 98 punti del City e 97 del Liverpool che sono stati il secondo e il terzo più alto totale di punti della Premier League di sempre. La stagione successiva, il Liverpool vinse il titolo, finendo 18 punti sopra il secondo City.
Pep Guardiola del Manchester City e Jürgen Klopp del Liverpool furono gli allenatori durante l'epoca in cui si intensificò la rivalità tra i due club.

## Storia
Le città di Liverpool e Manchester si trovano nel nord-ovest dell'Inghilterra, a 35 miglia (56 km) di distanza. A partire dalla rivoluzione industriale c'è stato un tema coerente di rivalità tra le due città basata sulla competizione economica e industriale. Manchester fino al XVIII secolo è stata la città più popolosa e ha ricoperto una posizione di importanza e notabilità come rappresentante del nord. Entro la fine del XVIII secolo, Liverpool era diventata un importante porto marittimo, fondamentale per la crescita e il successo dei cotonifici del nord. Nel secolo successivo, Liverpool crebbe fino a sostituire Manchester e per tutta la fine del XIX e l'inizio del XX secolo fu spesso descritta come la seconda città dell'Impero britannico. I collegamenti tra le due città furono rafforzati con la costruzione del Bridgewater Canal, della Mersey and Irwell Navigation, e della prima ferrovia interurbana del mondo, la Liverpool and Manchester Railway, per il trasporto di materie prime nell'entroterra.
La costruzione del Manchester Ship Canal, finanziata dai mercanti di Manchester, fu contrastata dai politici di Liverpool e suscitò risentimento tra le due città. La tensione tra i lavoratori portuali del Liverpool e gli operai a Manchester si intensificò dopo il suo completamento nel 1894, appena tre mesi prima del primo incontro tra Liverpool e Newton Heath in una partita di spareggio che avrebbe visto Newton Heath retrocesso in Seconda Divisione.
Oggi, gli stemmi sia della città di Manchester che del Manchester City includono navi stilizzate che rappresentano il Manchester Ship Canal e le radici commerciali di Manchester. La nave è inclusa anche sullo stemma di molte altre istituzioni mancuniane come il Manchester City Council e il rivale del Manchester United.
I cambiamenti del dopoguerra nei legami economici, la dipendenza dal carbone regionale e i cambiamenti nei modelli commerciali transatlantici causati dalla crescita dei mercati del lavoro asiatici hanno causato il graduale declino della produzione britannica. Mentre la città di Liverpool ha subito la perdita della sua principale fonte di reddito per le città portuali meridionali, Manchester ha mantenuto parte del suo patrimonio manifatturiero. Questo capovolgimento di fortuna è avvenuto sullo sfondo di mutevoli background politici e di eventi significativi nella cultura e nella società britannica nella seconda metà del XX secolo.
Entrambe le città facevano parte della contea del Lancashire fino al marzo 1974, in seguito all'emanazione del Local Government Act 1972. Da allora, Liverpool e Manchester ancorano rispettivamente le vicine contee metropolitane di Merseyside e Greater Manchester.
Le due città continuano ad essere forti rivali regionali, in lizza per l'influenza delle aree circostanti. La loro continua importanza per l'economia del Regno Unito si è riflessa con l'assegnazione dei Giochi del Commonwealth del 2002 a Manchester, mentre il Liverpool è stato insignito del titolo di Capitale europea della cultura 2008 come parte della sua continua rigenerazione.
Progetti più recenti di Peel Ports hanno cercato di ristabilire i legami economici tra il porto di Liverpool e il porto di Manchester, compreso il ri-sviluppo dei collegamenti commerciali attraverso il Manchester Ship Canal.

## Rivalità calcistica
Il Manchester City è stato fondato nel 1880 dai membri della Chiesa di San Marco d'Inghilterra a West Gorton di Manchester. È stato formato da due guardiani della chiesa dopo aver cercato di introdurre nuove attività agli uomini della regione, con l'obiettivo di frenare l'alcolismo e la violenza delle bande. Il club è stato fondato come St Mark's (West Gorton).
Il Liverpool è stato costituito nel 1892 in seguito a un disaccordo tra il consiglio di amministrazione dell'Everton e il presidente del club John Houlding, che possedeva il terreno del club, Anfield. Il disaccordo tra le due parti sull'affitto portò l'Everton a trasferirsi a Goodison Park da Anfield e Houlding fondò il Liverpool giocare nello stadio lasciato libero.
La prima stagione del Liverpool fu in Second Division nel 1893. La squadra rimase imbattuta per tutta la stagione, vincendo il titolo ed essendo stata candidata alle elezioni in First Division, che li avrebbe visti giocare una partita di prova una tantum contro il lato inferiore della First Division. Divisione per il loro posto. La squadra che il Liverpool avrebbe dovuto affrontare era Newton Heath, che ha battuto 2-0 per prendere il suo posto nel primo livello.
Quando le squadre si sono affrontate nell'International Champions Cup 2014 negli Stati Uniti, la rivalità ha assunto un altro aspetto sportivo nel paese ospitante a causa della proprietà dei due club; I partner del City Football Group nella loro squadra di Major League Soccer New York City - Yankee Global Enterprises - possiedono la franchigia della Major League Baseball dei New York Yankees, che hanno una forte rivalità con i Boston Red Sox - una sussidiaria del Fenway Sports Group, i proprietari di Liverpool.
Il Manchester City ha vinto consecutivamente le stagioni 2017-18 e 2018-19, l'ultima stagione in cui il Liverpool si è sfidato per il titolo e ha combattuto intensamente contro i vincitori. Queste stagioni sono considerate il punto di escalation della rivalità tra i due club (anche se la rivalità era già iniziata all'inizio degli anni 2010 durante la drammatica ascesa al successo del Manchester City), essendo entrambi i rivali reciproci del Manchester United per decenni. Prima di questo, la stagione 2013-14 è stata l'ultima ad avere sia Manchester City che Liverpool competere l'una contro l'altra al vertice per il titolo, con il primo che lo ha vinto per la quarta volta nella loro storia.

## Rivalità tra allenatori
Il Liverpool ha costruito il proprio dominio su una dinastia nota come Anfield Boot Room. L'Anfield Boot Room stesso era il luogo in cui veniva pianificata la strategia per le partite future, tuttavia, divenne un terreno fertile per i futuri allenatori del Liverpool dopo l'arrivo di Bill Shankly nel 1959. I membri originali erano lo stesso Shankly, Bob Paisley, Joe Fagan e Reuben Bennett, sebbene artisti del calibro di Kenny Dalglish si sono uniti in seguito. Dopo il ritiro di Shankly nel 1974, dopo aver ottenuto otto trofei in 15 anni, Bob Paisley è entrato nella posizione di manager vacante e ha accumulato 20 trofei in 9 stagioni. Dopo il suo ritiro, Joe Fagan ha preso il sopravvento e nella prima delle due stagioni al club, ha vinto un triplo di trofei. Kenny Dalglish, pur non essendo un membro originale, è stato accettato nel gruppo come il prossimo in linea per il ruolo di manager, e lo ha combinato con i suoi doveri di gioco per far vincere al Liverpool 10 trofei. Il collegamento al boot room è stato finalmente interrotto nel 1991, 32 anni dopo l'arrivo di Shankly, con la nomina di Graeme Souness, che ha effettivamente demolito il boot room stesso per far posto a una sala stampa. Riuscì comunque a produrre un allenatore finale del Liverpool in Roy Evans, che vinse la Coppa di Lega, ma alle sue dimissioni nel 1998, l'era era finita.
L'allenatore più longevo del Manchester City è stato Wilf Wild, in carica dal 1932 al 1946, per un totale di 14 anni 9 mesi. Tuttavia, poiché il mandato di Wild ha coperto l'intera durata della seconda guerra mondiale, in cui non è stato giocato alcun calcio competitivo, non è quello con il maggior numero di partite servite come manager. Les McDowall, che è stato in carica dal 1950 al 1963, un periodo di 13 anni, ha gestito il club per le partite più competitive, per un totale di 592 partite, ben 240 partite in più di Wild, che ha registrato il secondo maggior numero. L'allenatore del Manchester City di maggior successo in termini di trofei importanti vinti, a partire dal 1 marzo 2020, è Pep Guardiola, che ha vinto otto trofei in quattro anni dal 2016 al 2020.
Jürgen Klopp e Pep Guardiola, rispettivamente i manager del Liverpool e del Manchester City, a metà degli anni 2010 hanno sviluppato una rivalità, essendo stati i rispettivi manager dei rivali del Der Klassiker Borussia Dortmund e Bayern Monaco in Bundesliga in precedenza. Alla fine della stagione 2018-19, Guardiola ha descritto il suo rapporto con Klopp come una "bella rivalità" e ha definito la squadra del Liverpool di Klopp "gli avversari più forti che ho affrontato nella mia carriera da allenatore". Nel settembre 2019, Klopp ha esaltato Guardiola per essere stato il suo "più grande rivale di sempre", dopo che entrambi i due sono stati nominati per il premio FIFA Men's Coach of the Year nel 2019, che Klopp ha vinto.

## Risultati
Di seguito si riporta la lista completa in ordine cronologico dei derby calcistici disputati in gare ufficiali tra Liverpool e Manchester City.
| Nº  | Data       | Stadio             | Competizione               | Incontro                    | Risultato | Marcatori Liverpool                       | Marcatori Manchester City                      |
| --- | ---------- | ------------------ | -------------------------- | --------------------------- | --------- | ----------------------------------------- | ---------------------------------------------- |
| 1   | 01/01/1896 | Anfield            | Second Division 1895-1896  | Liverpool – Manchester City | 3 - 1     | Ross (2), McVean                          | Rowan                                          |
| 2   | 03/04/1896 | Hyde Road          | Second Division 1895-1896  | Manchester City – Liverpool | 1 - 1     | Allan                                     | Morris                                         |
| 3   | 28/10/1899 | Hyde Road          | First Division 1899-1900   | Manchester City – Liverpool | 0 - 1     | Robertson                                 |                                                |
| 4   | 03/03/1900 | Anfield            | First Division 1899-1900   | Liverpool – Manchester City | 5 - 2     | Walker, Satterthwaite, Cox, Raybould (2)  | Meredith, Gillespie                            |
| 5   | 08/12/1900 | Hyde Road          | First Division 1900-1901   | Manchester City – Liverpool | 3 - 4     | McGuigan, Cox, Robertson, Raybould        | Cassidy (2), Smith                             |
| 6   | 13/04/1901 | Anfield            | First Division 1900-1901   | Liverpool – Manchester City | 3 - 1     | Cox, Robertson (2)                        | Meredith                                       |
| 7   | 02/11/1901 | Hyde Road          | First Division 1901-1902   | Manchester City – Liverpool | 2 - 3     | Satterthwaite, Cox, Robertson             | Gillespie, Williams                            |
| 8   | 01/03/1902 | Anfield            | First Division 1901-1902   | Liverpool – Manchester City | 4 - 0     | Raybould (3), Cox                         |                                                |
| 9   | 31/10/1903 | Hyde Road          | First Division 1903-1904   | Manchester City – Liverpool | 3 - 2     | Goddard, Parkinson                        | Booth, Turnbull, Gillespie                     |
| 10  | 27/02/1904 | Anfield            | First Division 1903-1904   | Liverpool – Manchester City | 2 - 2     | Raybould, Robinson                        | Gillespie, Hynds                               |
| 11  | 28/10/1905 | Hyde Road          | First Division 1905-1906   | Manchester City – Liverpool | 0 - 1     | Hewitt                                    |                                                |
| 12  | 03/03/1906 | Anfield            | First Division 1905-1906   | Liverpool – Manchester City | 0 - 1     |                                           | Booth                                          |
| 13  | 27/10/1906 | Anfield            | First Division 1906-1907   | Liverpool – Manchester City | 5 - 4     | McPherson, Raybould, Robinson (3)         | Thornley (2), Stewart, Jones                   |
| 14  | 02/03/1907 | Hyde Road          | First Division 1906-1907   | Manchester City – Liverpool | 1 - 0     |                                           | Grieve                                         |
| 15  | 16/11/1907 | Hyde Road          | First Division 1907-1908   | Manchester City – Liverpool | 1 - 1     | McPherson                                 | Dorsett                                        |
| 16  | 14/03/1908 | Anfield            | First Division 1907-1908   | Liverpool – Manchester City | 0 - 1     |                                           | Dorsett                                        |
| 17  | 28/11/1908 | Anfield            | First Division 1908-1909   | Liverpool – Manchester City | 1 - 3     | Bowyer                                    | Dorsett, Conlin, Jones                         |
| 18  | 03/03/1909 | Hyde Road          | First Division 1908-1909   | Manchester City – Liverpool | 4 - 0     |                                           | Buchan, Jones, Ross, Dorsett                   |
| 19  | 24/09/1910 | Hyde Road          | First Division 1910-1911   | Manchester City – Liverpool | 1 - 2     | Parkinson, Gilligan                       | Dorsett                                        |
| 20  | 28/01/1911 | Anfield            | First Division 1910-1911   | Liverpool – Manchester City | 1 - 1     | Bowyer                                    | Smith                                          |
| 21  | 09/09/1911 | Anfield            | First Division 1911-1912   | Liverpool – Manchester City | 2 - 2     | Parkinson, Orr                            | Kelso (2)                                      |
| 22  | 06/01/1912 | Hyde Road          | First Division 1911-1912   | Manchester City – Liverpool | 2 - 3     | Stewart, Bovill, Parkinson                | Wynn (2)                                       |
| 23  | 21/09/1912 | Anfield            | First Division 1912-1913   | Liverpool – Manchester City | 1 - 2     | Lacey                                     | Wynn, Dorsett                                  |
| 24  | 18/01/1913 | Hyde Road          | First Division 1912-1913   | Manchester City – Liverpool | 4 - 1     | Stewart                                   | Howard (4)                                     |
| 25  | 25/12/1913 | Anfield            | First Division 1913-1914   | Liverpool – Manchester City | 4 - 2     | Gracie, Lacey, Sheldon (2)                | Howard (2)                                     |
| 26  | 26/12/1913 | Hyde Road          | First Division 1913-1914   | Manchester City – Liverpool | 1 - 0     |                                           | Howard                                         |
| 27  | 05/12/1914 | Hyde Road          | First Division 1914-1915   | Manchester City – Liverpool | 1 - 1     | Nicholl                                   | Howard                                         |
| 28  | 13/03/1915 | Anfield            | First Division 1914-1915   | Liverpool – Manchester City | 3 - 2     | Pagnam, Metcalf, Miller                   | Barnes, Howard                                 |
| 29  | 20/03/1920 | Anfield            | First Division 1919-1920   | Liverpool – Manchester City | 1 - 0     | Chambers                                  |                                                |
| 30  | 27/03/1920 | Hyde Road          | First Division 1919-1920   | Manchester City – Liverpool | 2 - 1     | Chambers                                  | Barnes (2)                                     |
| 31  | 28/08/1920 | Anfield            | First Division 1920-1921   | Liverpool – Manchester City | 4 - 2     | MacKinlay, Wadsworth, Miller (2)          | Browell, Goodwin                               |
| 32  | 04/09/1920 | Hyde Road          | First Division 1920-1921   | Manchester City – Liverpool | 3 - 2     | Chambers, Wadsworth                       | Browell (3)                                    |
| 33  | 31/08/1921 | Anfield            | First Division 1921-1922   | Liverpool – Manchester City | 3 - 2     | Forshaw, Matthews (2)                     | Barnes, Murphy                                 |
| 34  | 07/09/1921 | Hyde Road          | First Division 1921-1922   | Manchester City – Liverpool | 1 - 1     | Chambers                                  | Murphy                                         |
| 35  | 17/03/1923 | Hyde Road          | First Division 1922-1923   | Manchester City – Liverpool | 1 - 0     |                                           | Barnes                                         |
| 36  | 24/03/1923 | Anfield            | First Division 1922-1923   | Liverpool – Manchester City | 2 - 0     | Chambers, Forshaw                         |                                                |
| 37  | 19/01/1924 | Maine Road         | First Division 1923-1924   | Manchester City – Liverpool | 0 - 1     | Chambers                                  |                                                |
| 38  | 26/01/1924 | Anfield            | First Division 1923-1924   | Liverpool – Manchester City | 0 - 0     |                                           |                                                |
| 39  | 13/09/1924 | Anfield            | First Division 1924-1925   | Liverpool – Manchester City | 5 - 3     | Shone (2), Forshaw, MacKinlay, Johnson    | Roberts (2), Barnes                            |
| 40  | 17/01/1925 | Maine Road         | First Division 1924-1925   | Manchester City – Liverpool | 5 - 0     |                                           | Roberts (4), Woosnam                           |
| 41  | 17/10/1925 | Anfield            | First Division 1925-1926   | Liverpool – Manchester City | 2 - 1     | Chambers, Forshaw                         | Johnson                                        |
| 42  | 27/02/1926 | Maine Road         | First Division 1925-1926   | Manchester City – Liverpool | 1 - 1     | Forshaw                                   | Browell                                        |
| 43  | 22/12/1928 | Maine Road         | First Division 1928-1929   | Manchester City – Liverpool | 2 - 3     | Race, Hodgson (2)                         | Johnson, Bacon                                 |
| 44  | 04/05/1929 | Anfield            | First Division 1928-1929   | Liverpool – Manchester City | 1 - 1     | Hodgson                                   | Johnson                                        |
| 45  | 26/10/1929 | Anfield            | First Division 1929-1930   | Liverpool – Manchester City | 1 - 6     | Smith                                     | Tait (2), Brook (2), Johnson (2)               |
| 46  | 01/03/1930 | Maine Road         | First Division 1929-1930   | Manchester City – Liverpool | 4 - 3     | Smith, McPherson, Hodgson                 | Johnson, Brook, Tait (2)                       |
| 47  | 01/11/1930 | Anfield            | First Division 1930-1931   | Liverpool – Manchester City | 0 - 2     |                                           | Austin, Tilson                                 |
| 48  | 07/03/1931 | Maine Road         | First Division 1930-1931   | Manchester City – Liverpool | 1 - 1     | Hodgson                                   | Barrass                                        |
| 49  | 21/11/1931 | Anfield            | First Division 1931-1932   | Liverpool – Manchester City | 4 - 3     | McPherson, Done (2), Hodgson              | Marshall (2), Tilson                           |
| 50  | 02/04/1932 | Maine Road         | First Division 1931-1932   | Manchester City – Liverpool | 0 - 1     | Gunson                                    |                                                |
| 51  | 29/10/1932 | Maine Road         | First Division 1932-1933   | Manchester City – Liverpool | 1 - 1     | McPherson                                 | Marshall                                       |
| 52  | 11/03/1933 | Anfield            | First Division 1932-1933   | Liverpool – Manchester City | 1 - 1     | Hodgson                                   | Herd                                           |
| 53  | 16/12/1933 | Maine Road         | First Division 1933-1934   | Manchester City – Liverpool | 2 - 1     | Nieuwenhuys                               | Herd, Tilson                                   |
| 54  | 02/05/1934 | Anfield            | First Division 1933-1934   | Liverpool – Manchester City | 3 - 2     | Hanson, Hodgson (2)                       | Heale, Herd                                    |
| 55  | 29/08/1934 | Maine Road         | First Division 1934-1935   | Manchester City – Liverpool | 3 - 1     | Hodgson                                   | Marshall, (aut.) Bradshaw, Brook               |
| 56  | 05/09/1934 | Anfield            | First Division 1934-1935   | Liverpool – Manchester City | 2 - 1     | English, Hodgson                          | Tilson                                         |
| 57  | 04/09/1935 | Anfield            | First Division 1935-1936   | Liverpool – Manchester City | 0 - 2     |                                           | Tilson, Brook                                  |
| 58  | 11/09/1935 | Maine Road         | First Division 1935-1936   | Manchester City – Liverpool | 6 - 0     |                                           | Heale (2), Toseland (2), Busby, Herd           |
| 59  | 26/03/1937 | Anfield            | First Division 1936-1937   | Liverpool – Manchester City | 0 - 5     |                                           | Brook (3), Doherty, Herd                       |
| 60  | 29/03/1937 | Maine Road         | First Division 1936-1937   | Manchester City – Liverpool | 5 - 1     | Howe                                      | Brook, Neilson, Herd (2), Tilson               |
| 61  | 13/11/1937 | Maine Road         | First Division 1937-1938   | Manchester City – Liverpool | 1 - 3     | Shafto, Fagan, Taylor                     | Toseland                                       |
| 62  | 26/03/1938 | Anfield            | First Division 1937-1938   | Liverpool – Manchester City | 2 - 0     | Balmer, Jones                             |                                                |
| 63  | 29/11/1947 | Maine Road         | First Division 1947-1948   | Manchester City – Liverpool | 2 - 0     |                                           | Smith, McMorran                                |
| 64  | 17/04/1948 | Anfield            | First Division 1947-1948   | Liverpool – Manchester City | 1 - 1     | Fagan                                     | Black                                          |
| 65  | 13/11/1948 | Maine Road         | First Division 1948-1949   | Manchester City – Liverpool | 2 - 4     | Payne, Done (2), Taylor                   | Black, Clarke                                  |
| 66  | 09/04/1949 | Anfield            | First Division 1948-1949   | Liverpool – Manchester City | 0 - 1     |                                           | Smith                                          |
| 67  | 05/11/1949 | Anfield            | First Division 1949-1950   | Liverpool – Manchester City | 4 - 0     | Liddell (2), Brierley, Baron              |                                                |
| 68  | 29/03/1950 | Maine Road         | First Division 1949-1950   | Manchester City – Liverpool | 1 - 2     | Liddell, Payne                            | Alison                                         |
| 69  | 11/04/1952 | Maine Road         | First Division 1951-1952   | Manchester City – Liverpool | 1 - 2     | Baron, Payne                              | Clarke                                         |
| 70  | 14/04/1952 | Anfield            | First Division 1951-1952   | Liverpool – Manchester City | 1 - 2     | Smith                                     | Williamson, Clarke                             |
| 71  | 06/09/1952 | Maine Road         | First Division 1952-1953   | Manchester City – Liverpool | 0 - 2     | Baron, Smith                              |                                                |
| 72  | 17/01/1953 | Anfield            | First Division 1952-1953   | Liverpool – Manchester City | 0 - 1     |                                           | Hart                                           |
| 73  | 07/11/1953 | Anfield            | First Division 1953-1954   | Liverpool – Manchester City | 2 - 2     | Bimpson, Baron                            | Hart, Meadows                                  |
| 74  | 07/04/1954 | Maine Road         | First Division 1953-1954   | Manchester City – Liverpool | 0 - 2     | Jackson (2)                               |                                                |
| 75  | 18/02/1956 | Maine Road         | FA Cup 1955-1956           | Manchester City – Liverpool | 0 - 0     |                                           |                                                |
| 76  | 22/02/1956 | Anfield            | FA Cup 1955-1956           | Liverpool – Manchester City | 1 - 2     | Arnell                                    | Dyson, Hayes                                   |
| 77  | 22/08/1962 | Maine Road         | First Division 1962-1963   | Manchester City – Liverpool | 2 - 2     | Moran, Hunt                               | Young (2)                                      |
| 78  | 29/08/1962 | Anfield            | First Division 1962-1963   | Liverpool – Manchester City | 4 - 1     | St. John, Hunt (2), A'Court               | Dobing                                         |
| 79  | 24/08/1966 | Maine Road         | First Division 1966-1967   | Manchester City – Liverpool | 2 - 1     | Strong                                    | Gray, Murray                                   |
| 80  | 30/08/1966 | Anfield            | First Division 1966-1967   | Liverpool – Manchester City | 3 - 2     | Hunt (2), Strong                          | Murray, Bell                                   |
| 81  | 19/08/1967 | Maine Road         | First Division 1967-1968   | Manchester City – Liverpool | 0 - 0     |                                           |                                                |
| 82  | 16/12/1967 | Anfield            | First Division 1967-1968   | Liverpool – Manchester City | 1 - 1     | Hunt                                      | Lee                                            |
| 83  | 10/08/1968 | Anfield            | First Division 1968-1969   | Liverpool – Manchester City | 2 - 1     | Graham, Thompson                          | Young                                          |
| 84  | 12/05/1969 | Maine Road         | First Division 1968-1969   | Manchester City – Liverpool | 1 - 0     |                                           | Lee                                            |
| 85  | 12/08/1969 | Anfield            | First Division 1969-1970   | Liverpool – Manchester City | 3 - 2     | St. John (2), Hunt                        | (aut.) Smith, Bowyer                           |
| 86  | 20/08/1969 | Maine Road         | First Division 1969-1970   | Manchester City – Liverpool | 0 - 2     | Graham (2)                                |                                                |
| 87  | 24/09/1969 | Maine Road         | Coppa di Lega 1969-1970    | Manchester City – Liverpool | 3 - 2     | Evans, Graham                             | Doyle, Young, Bowyer                           |
| 88  | 12/01/1971 | Anfield            | First Division 1970-1971   | Liverpool – Manchester City | 0 - 0     |                                           |                                                |
| 89  | 26/04/1971 | Maine Road         | First Division 1970-1971   | Manchester City – Liverpool | 2 - 2     | Graham (2)                                | (aut.) Ross, Carter                            |
| 90  | 01/09/1971 | Maine Road         | First Division 1971-1972   | Manchester City – Liverpool | 1 - 0     |                                           | Mellor                                         |
| 91  | 26/02/1972 | Anfield            | First Division 1971-1972   | Liverpool – Manchester City | 3 - 0     | Lloyd, Keegan, Graham                     |                                                |
| 92  | 12/08/1972 | Anfield            | First Division 1972-1973   | Liverpool – Manchester City | 2 - 0     | Hall, Callaghan                           |                                                |
| 93  | 03/02/1973 | Anfield            | FA Cup 1972-1973           | Liverpool – Manchester City | 0 - 0     |                                           |                                                |
| 94  | 07/02/1973 | Maine Road         | FA Cup 1972-1973           | Manchester City – Liverpool | 2 - 0     |                                           | Bell, Booth                                    |
| 95  | 17/02/1973 | Maine Road         | First Division 1972-1973   | Manchester City – Liverpool | 1 - 1     | Boersma                                   | Booth                                          |
| 96  | 12/04/1974 | Maine Road         | First Division 1973-1974   | Manchester City – Liverpool | 1 - 1     | Cormack                                   | Lee                                            |
| 97  | 16/04/1974 | Anfield            | First Division 1973-1974   | Liverpool – Manchester City | 4 - 0     | Hall (2), Boersma, Dalglish               |                                                |
| 98  | 14/09/1974 | Maine Road         | First Division 1974-1975   | Manchester City – Liverpool | 2 - 0     |                                           | Marsh, Tueart                                  |
| 99  | 26/12/1974 | Anfield            | First Division 1974-1975   | Liverpool – Manchester City | 4 - 1     | Hall (2), Toshack, Heighway               | Bell                                           |
| 100 | 27/12/1975 | Anfield            | First Division 1975-1976   | Liverpool – Manchester City | 1 - 0     | Cormack                                   |                                                |
| 101 | 19/04/1976 | Maine Road         | First Division 1975-1976   | Manchester City – Liverpool | 0 - 3     | Heighway, Fairclough (2)                  |                                                |
| 102 | 29/12/1976 | Maine Road         | First Division 1976-1977   | Manchester City – Liverpool | 1 - 1     | (aut.) Watson                             | Royle                                          |
| 103 | 09/04/1977 | Anfield            | First Division 1976-1977   | Liverpool – Manchester City | 2 - 1     | Dalglish, Heighway                        | Kidd                                           |
| 104 | 29/10/1977 | Maine Road         | First Division 1977-1978   | Manchester City – Liverpool | 3 - 1     | Fairclough                                | Kidd, Channon, Royle                           |
| 105 | 01/05/1978 | Anfield            | First Division 1977-1978   | Liverpool – Manchester City | 4 - 0     | Dalglish (3), Neal                        |                                                |
| 106 | 26/08/1978 | Maine Road         | First Division 1978-1979   | Manchester City – Liverpool | 1 - 4     | Souness (2), R. Kennedy, Dalglish         | Kidd                                           |
| 107 | 18/11/1978 | Anfield            | First Division 1978-1979   | Liverpool – Manchester City | 1 - 0     | Neal                                      |                                                |
| 108 | 27/10/1979 | Maine Road         | First Division 1979-1980   | Manchester City – Liverpool | 0 - 4     | Johnson, Dalglish (2), R. Kennedy         |                                                |
| 109 | 11/03/1980 | Anfield            | First Division 1979-1980   | Liverpool – Manchester City | 2 - 0     | (aut.) Caton, Souness                     |                                                |
| 110 | 04/10/1980 | Maine Road         | First Division 1980-1981   | Manchester City – Liverpool | 0 - 3     | Dalglish, Souness, Lee                    |                                                |
| 111 | 14/01/1981 | Maine Road         | Coppa di Lega 1980-1981    | Manchester City – Liverpool | 0 - 1     | R. Kennedy                                |                                                |
| 112 | 10/02/1981 | Anfield            | Coppa di Lega 1980-1981    | Liverpool – Manchester City | 1 - 1     | Dalglish                                  | Reeves                                         |
| 113 | 19/05/1981 | Anfield            | First Division 1980-1981   | Liverpool – Manchester City | 1 - 0     | R. Kennedy                                |                                                |
| 114 | 26/12/1981 | Maine Road         | First Division 1981-1982   | Manchester City – Liverpool | 1 - 3     | Whelan                                    | Hartford, Bond, Reeves                         |
| 115 | 10/04/1982 | Anfield            | First Division 1981-1982   | Liverpool – Manchester City | 5 - 0     | Lee, Neal, Johnston, Kennedy, Rush        |                                                |
| 116 | 27/12/1982 | Anfield            | First Division 1982-1983   | Liverpool – Manchester City | 5 - 2     | Dalglish (3), Neal, Rush                  | Cross, Caton                                   |
| 117 | 04/04/1983 | Maine Road         | First Division 1982-1983   | Manchester City – Liverpool | 0 - 4     | Souness, Fairclough (2), Kennedy          |                                                |
| 118 | 26/12/1985 | Maine Road         | First Division 1985-1986   | Manchester City – Liverpool | 1 - 0     |                                           | Wilson                                         |
| 119 | 31/03/1986 | Anfield            | First Division 1985-1986   | Liverpool – Manchester City | 2 - 0     | McMahon (2)                               |                                                |
| 120 | 25/08/1986 | Anfield            | First Division 1986-1987   | Liverpool – Manchester City | 0 - 0     |                                           |                                                |
| 121 | 17/01/1987 | Maine Road         | First Division 1986-1987   | Manchester City – Liverpool | 0 - 1     | Rush                                      |                                                |
| 122 | 13/03/1988 | Maine Road         | FA Cup 1987-1988           | Manchester City – Liverpool | 0 - 4     | Houghton, Rush, Johnston, Barnes          |                                                |
| 123 | 19/08/1989 | Anfield            | First Division 1989-1990   | Liverpool – Manchester City | 3 - 1     | Barnes, Beardsley, Nicol                  | Hinchcliffe                                    |
| 124 | 02/12/1989 | Maine Road         | First Division 1989-1990   | Manchester City – Liverpool | 1 - 4     | Rush (2), Beardsley, McMahon              | Allen                                          |
| 125 | 24/11/1990 | Anfield            | First Division 1990-1991   | Liverpool – Manchester City | 2 - 2     | Rush, Rosenthal                           | Ward, Quinn                                    |
| 126 | 21/08/1991 | Maine Road         | First Division 1990-1991   | Manchester City – Liverpool | 0 - 3     | Mølby (2), Barnes                         |                                                |
| 127 | 21/08/1991 | Maine Road         | First Division 1991-1992   | Manchester City – Liverpool | 2 - 1     | McManaman                                 | White (2)                                      |
| 128 | 21/12/1991 | Anfield            | First Division 1991-1992   | Liverpool – Manchester City | 2 - 2     | Saunders, Nicol                           | White (2)                                      |
| 129 | 28/12/1992 | Anfield            | Premier League 1992-1993   | Liverpool – Manchester City | 1 - 1     | Rush                                      | Quinn                                          |
| 130 | 12/04/1993 | Maine Road         | Premier League 1992-1993   | Manchester City – Liverpool | 1 - 1     | Rush                                      | Flitcroft                                      |
| 131 | 23/10/1993 | Maine Road         | Premier League 1993-1994   | Manchester City – Liverpool | 1 - 1     | Rush                                      | White                                          |
| 132 | 22/01/1994 | Anfield            | Premier League 1993-1994   | Liverpool – Manchester City | 2 - 1     | Rush (2)                                  | Griffiths                                      |
| 133 | 28/12/1994 | Anfield            | Premier League 1994-1995   | Liverpool – Manchester City | 2 - 0     | Phelan, Fowler                            |                                                |
| 134 | 14/04/1995 | Maine Road         | Premier League 1994-1995   | Manchester City – Liverpool | 2 - 1     | McManaman                                 | Summerbee, Gaudino                             |
| 135 | 25/10/1995 | Anfield            | Coppa di Lega 1995-1996    | Liverpool – Manchester City | 4 - 0     | Scales, Fowler, Rush, Harkness            |                                                |
| 136 | 28/10/1995 | Anfield            | Premier League 1995-1996   | Liverpool – Manchester City | 6 - 0     | Rush (2), Redknapp, Fowler (2), Ruddock   |                                                |
| 137 | 05/05/1996 | Maine Road         | Premier League 1995-1996   | Manchester City – Liverpool | 2 - 2     | (aut.) Lomas, Rush                        | Rösler, Symons                                 |
| 138 | 09/09/2000 | Anfield            | Premier League 2000-2001   | Liverpool – Manchester City | 3 - 2     | Owen, Hamann (2)                          | Weah, Horlock                                  |
| 139 | 31/01/2001 | Maine Road         | Premier League 2000-2001   | Manchester City – Liverpool | 1 - 1     | Heskey                                    | Tiatto                                         |
| 140 | 18/02/2001 | Anfield            | FA Cup 2000-2001           | Liverpool – Manchester City | 4 - 2     | Litmanen, Heskey, Šmicer, Babbel          | Kanchelskis, Goater                            |
| 141 | 28/09/2002 | Maine Road         | Premier League 2002-2003   | Manchester City – Liverpool | 0 - 3     | Owen (3)                                  |                                                |
| 142 | 05/01/2003 | Maine Road         | FA Cup 2002-2003           | Manchester City – Liverpool | 0 - 1     | Murphy                                    |                                                |
| 143 | 03/05/2003 | Anfield            | Premier League 2002-2003   | Liverpool – Manchester City | 1 - 2     | Baroš                                     | Anelka (2)                                     |
| 144 | 28/12/2003 | City of Manchester | Premier League 2003-2004   | Manchester City – Liverpool | 2 - 2     | Šmicer, Hamann                            | Anelka, Fowler                                 |
| 145 | 11/02/2004 | Anfield            | Premier League 2003-2004   | Liverpool – Manchester City | 2 - 1     | Owen, Gerrard                             | Wright-Phillips                                |
| 146 | 21/08/2004 | Anfield            | Premier League 2004-2005   | Liverpool – Manchester City | 2 - 1     | Baroš, Gerrard                            | Anelka                                         |
| 147 | 09/04/2005 | City of Manchester | Premier League 2004-2005   | Manchester City – Liverpool | 1 - 0     |                                           | Musampa                                        |
| 148 | 26/11/2005 | City of Manchester | Premier League 2005-2006   | Manchester City – Liverpool | 0 - 1     | Riise                                     |                                                |
| 149 | 26/02/2006 | Anfield            | Premier League 2005-2006   | Liverpool – Manchester City | 1 - 0     | Kewell                                    |                                                |
| 150 | 25/11/2006 | Anfield            | Premier League 2006-2007   | Liverpool – Manchester City | 1 - 0     | Gerrard                                   |                                                |
| 151 | 14/04/2007 | City of Manchester | Premier League 2006-2007   | Manchester City – Liverpool | 0 - 0     |                                           |                                                |
| 152 | 30/12/2007 | City of Manchester | Premier League 2007-2008   | Manchester City – Liverpool | 0 - 0     |                                           |                                                |
| 153 | 04/05/2008 | Anfield            | Premier League 2007-2008   | Liverpool – Manchester City | 1 - 0     | Torres                                    |                                                |
| 154 | 05/10/2008 | City of Manchester | Premier League 2008-2009   | Manchester City – Liverpool | 2 - 3     | Torres (2), Kuijt                         | Ireland, Garrido                               |
| 155 | 22/02/2009 | Anfield            | Premier League 2008-2009   | Liverpool – Manchester City | 1 - 1     | Kuijt                                     | (aut.) Arbeloa                                 |
| 156 | 21/11/2009 | Anfield            | Premier League 2009-2010   | Liverpool – Manchester City | 2 - 2     | Škrtel, Benayoun                          | Adebayor, Ireland                              |
| 157 | 21/02/2010 | City of Manchester | Premier League 2009-2010   | Manchester City – Liverpool | 0 - 0     |                                           |                                                |
| 158 | 23/08/2010 | City of Manchester | Premier League 2010-2011   | Manchester City – Liverpool | 3 - 0     |                                           | Barry, Tévez (2)                               |
| 159 | 11/04/2011 | Anfield            | Premier League 2010-2011   | Liverpool – Manchester City | 3 - 0     | Carroll (2), Kuijt                        |                                                |
| 160 | 27/11/2011 | Anfield            | Premier League 2011-2012   | Liverpool – Manchester City | 1 - 1     | (aut.) Lescott                            | Kompany                                        |
| 161 | 03/01/2012 | Etihad Stadium     | Premier League 2011-2012   | Manchester City – Liverpool | 3 - 0     |                                           | Agüero, Yaya Touré, Milner                     |
| 162 | 11/01/2012 | Etihad Stadium     | Coppa di Lega 2011-2012    | Manchester City – Liverpool | 0 - 1     | Gerrard                                   |                                                |
| 163 | 25/01/2012 | Anfield            | Coppa di Lega 2011-2012    | Liverpool – Manchester City | 2 - 2     | Steven Gerrard, Bellamy                   | de Jong, Džeko                                 |
| 164 | 26/08/2012 | Anfield            | Premier League 2012-2013   | Liverpool – Manchester City | 2 - 2     | Škrtel, Suárez                            | Yaya Touré, Tévez                              |
| 165 | 03/02/2013 | Etihad Stadium     | Premier League 2012-2013   | Manchester City – Liverpool | 2 - 2     | Sturridge, Gerrard                        | Džeko, Agüero                                  |
| 166 | 26/12/2013 | Etihad Stadium     | Premier League 2013-2014   | Manchester City – Liverpool | 2 - 1     | Coutinho                                  | Kompany, Negredo                               |
| 167 | 13/04/2014 | Anfield            | Premier League 2013-2014   | Liverpool – Manchester City | 3 - 2     | Sterling, Škrtel, Coutinho                | D. Silva, (aut.) Johnson                       |
| 168 | 25/08/2014 | Etihad Stadium     | Premier League 2014-2015   | Manchester City – Liverpool | 3 - 1     | (aut.) Zabaleta                           | Jovetić (2), Agüero                            |
| 169 | 01/03/2015 | Anfield            | Premier League 2014-2015   | Liverpool – Manchester City | 2 - 1     | Henderson, Coutinho                       | Džeko                                          |
| 170 | 21/11/2015 | Etihad Stadium     | Premier League 2015-2016   | Manchester City – Liverpool | 1 - 4     | (aut.) Mangala, Coutinho, Firmino, Škrtel | Agüero                                         |
| 171 | 28/02/2016 | Wembley Stadium    | Coppa di Lega 2015-2016    | Liverpool – Manchester City | 1 - 1     | Coutinho                                  | Fernandinho                                    |
| 172 | 02/03/2016 | Anfield            | Premier League 2015-2016   | Liverpool – Manchester City | 3 - 0     | Lallana, Milner, Firmino                  |                                                |
| 173 | 31/12/2016 | Anfield            | Premier League 2016-2017   | Liverpool – Manchester City | 1 - 0     | Wijnaldum                                 |                                                |
| 174 | 19/03/2017 | Etihad Stadium     | Premier League 2016-2017   | Manchester City – Liverpool | 1 - 1     | Milner                                    | Agüero                                         |
| 175 | 09/09/2017 | Etihad Stadium     | Premier League 2017-2018   | Manchester City – Liverpool | 5 - 0     |                                           | Agüero, Jesus (2), Sané (2)                    |
| 176 | 14/01/2018 | Anfield            | Premier League 2017-2018   | Liverpool – Manchester City | 4 - 3     | Chamberlain, Firmino, Mané, Salah         | Sané, B. Silva, Gündoğan                       |
| 177 | 04/04/2018 | Anfield            | Champions League 2017-2018 | Liverpool – Manchester City | 3 - 0     | Salah, Chamberlain, Mané                  |                                                |
| 178 | 10/04/2018 | Etihad Stadium     | Champions League 2017-2018 | Manchester City – Liverpool | 1 - 2     | Salah, Firmino                            | Jesus                                          |
| 179 | 07/10/2018 | Anfield            | Premier League 2018-2019   | Liverpool – Manchester City | 0 - 0     |                                           |                                                |
| 180 | 03/01/2019 | Etihad Stadium     | Premier League 2018-2019   | Manchester City – Liverpool | 2 - 1     | Firmino                                   | Agüero, Sané                                   |
| 181 | 04/08/2019 | Wembley Stadium    | Community Shield 2019      | Liverpool – Manchester City | 1 - 1     | Matip                                     | Sterling                                       |
| 182 | 10/11/2019 | Anfield            | Premier League 2019-2020   | Liverpool – Manchester City | 3 - 1     | Fabinho, Salah, Mané                      | B. Silva                                       |
| 183 | 02/07/2020 | Etihad Stadium     | Premier League 2019-2020   | Manchester City – Liverpool | 4 - 0     |                                           | De Bruyne, Sterling, Foden, (aut.) Chamberlain |
| 184 | 08/11/2020 | Etihad Stadium     | Premier League 2020-2021   | Manchester City – Liverpool | 1 - 1     | Salah                                     | Jesus                                          |
| 185 | 07/02/2021 | Anfield            | Premier League 2020-2021   | Liverpool – Manchester City | 1 - 4     | Salah                                     | Gündoğan (2), Sterling, Foden                  |
| 186 | 03/10/2021 | Anfield            | Premier League 2021-2022   | Liverpool – Manchester City | 2 - 2     | Mané, Salah                               | Foden, De Bruyne                               |
| 187 | 09/04/2022 | Etihad Stadium     | Premier League 2021-2022   | Manchester City – Liverpool | 2 - 2     | Jota, Mané                                | De Bruyne, Jesus                               |
| 188 | 16/04/2022 | Wembley Stadium    | FA Cup 2021-2022           | Manchester City – Liverpool | 2 - 3     | Konaté, Mané (2)                          | Grealish, B. Silva                             |
| 189 | 31/07/2022 | King Power Stadium | Community Shield 2022      | Liverpool – Manchester City | 3 - 1     | Alexander-Arnold, Salah, Núñez            | Álvarez                                        |
| 190 | 15/10/2022 | Anfield            | Premier League 2022-2023   | Liverpool – Manchester City | 1 - 0     | Salah                                     |                                                |
| 191 | 22/12/2022 | Etihad Stadium     | Coppa di Lega 2022-2023    | Manchester City – Liverpool | 3 - 2     | Carvalho, Salah                           | Haaland, Mahrez, Aké                           |
| 192 | 01/04/2023 | Etihad Stadium     | Premier League 2022-2023   | Manchester City – Liverpool | 4 - 1     | Salah                                     | Álvarez, De Bruyne, Gündoğan, Grealish         |
| 193 | 25/11/2023 | Etihad Stadium     | Premier League 2023-2024   | Manchester City – Liverpool | 1 - 1     | Alexander-Arnold                          | Haaland                                        |
| 194 | 10/03/2024 | Anfield            | Premier League 2023-2024   | Liverpool – Manchester City | 1 - 1     | Mac Allister                              | Stones                                         |
| 195 | 01/12/2024 | Anfield            | Premier League 2024-2025   | Liverpool – Manchester City | 2 - 0     | Gakpo, Salah                              |                                                |
| 196 | 23/02/2025 | Etihad Stadium     | Premier League 2024-2025   | Manchester City – Liverpool | 0 - 2     | Salah, Szoboszlai                         |                                                |

## Statistiche
Aggiornato al 1 aprile 2023.
|                       | Totale | Vittorie del Liverpool | Pareggi | Vittorie del Manchester City |
| Second Division       | 2      | 1                      | 1       | 0                            |
| First Division        | 118    | 59                     | 25      | 34                           |
| Premier League        | 52     | 21                     | 19      | 12                           |
| Totale campionato     | 172    | 81                     | 45      | 46                           |
| FA Cup                | 8      | 4                      | 2       | 2                            |
| Coppa di Lega         | 8      | 3                      | 3       | 2                            |
| Community Shield      | 2      | 1                      | 1       | 0                            |
| Totale nazionale      | 190    | 89                     | 51      | 50                           |
| UEFA Champions League | 2      | 2                      | 0       | 0                            |
| Totale ufficiale      | 192    | 91                     | 51      | 50                           |

### Cannonieri
Di seguito è riportato l'elenco dei principali cannonieri in tutte le gare ufficiali.
| Pos. | Nome           | Squadra         | Reti |
| ---- | -------------- | --------------- | ---- |
| 1    | Ian Rush       | Liverpool       | 16   |
| 2    | Kenny Dalglish | Liverpool       | 13   |
| 3    | Gordon Hodgson | Liverpool       | 11   |
| 3    | Mohamed Salah  | Liverpool       | 11   |
| 5    | Eric Brook     | Manchester City | 9    |
| 5    | Fred Howard    | Manchester City | 9    |
| 7    | Sam Raybould   | Liverpool       | 8    |
| 8    | Sergio Agüero  | Manchester City | 7    |
| 8    | Alex Herd      | Manchester City | 7    |
| 8    | Harry Chambers | Liverpool       | 7    |
| 8    | Bobby Graham   | Liverpool       | 7    |
| 8    | Roger Hunt     | Liverpool       | 7    |
| 8    | Sadio Mané     | Liverpool       | 7    |